# Susanne Gogl-Walli
Susanne „Susi“ Gogl-Walli (* 5. Mai 1996 in Linz als Susanne Walli) ist eine österreichische Sprinterin, die sich auf den 400-Meter-Lauf spezialisiert hat und seit 2024 Inhaberin des Landesrekordes über diese Distanz ist.

## Sportliche Laufbahn
Erste internationale Erfahrungen sammelte Susanne Gogl-Walli im Jahr 2013, als sie bei den Jugendweltmeisterschaften in Donezk im 400-Meter-Lauf mit 55,29 s im Halbfinale ausschied. Im Jahr darauf belegte sie bei den Juniorenweltmeisterschaften in Eugene in 54,61 s den achten Platz und 2015 schied sie bei den Junioreneuropameisterschaften in Eskilstuna mit 54,49 s in der ersten Runde über 400 Meter aus und belegte mit der österreichischen 4-mal-100-Meter-Staffel in 46,01 s den sechsten Platz. Kurz zuvor siegte sie bei den Europaspielen in Baku den Gesamtbewerb der Leichtathletik und trug dazu mit einem zweiten Platz über 400 Meter sowie einem zweiten Platz mit der 4-mal-400-Meter-Staffel bei. 2017 schied sie dann bei den U23-Europameisterschaften in Bydgoszcz mit 53,94 s in der ersten Runde aus und auch im 200-Meter-Lauf kam sie mit 24,21 s nicht über den Vorlauf hinaus. 2019 schied sie bei den Halleneuropameisterschaften in Glasgow mit 54,69 s in der Vorrunde über 400 Meter aus, wie auch bei den Halleneuropameisterschaften 2021 in Toruń mit 53,41 s. Ende Juni siegte sie bei den Balkan-Meisterschaften in Belgrad in 52,41 s. Über die Weltrangliste qualifizierte sie sich über 400 Meter für die Olympischen Spiele in Tokio, bei denen sie eher überraschend das Halbfinale erreichte und dort mit neuer Bestleistung von 51,52 s ausschied.
2022 gewann sie bei den Balkan-Hallenmeisterschaften in Istanbul in 53,59 s die Silbermedaille hinter der Slowenin Anita Horvat. Bei den Weltmeisterschaften in Eugene erreichte sie im Vorlauf mit 52,18 s erneut das Halbfinale, wo sie mit einer Zeit von 52,37 s den 23. Rang belegte. Anschließend schied sie auch bei den Europameisterschaften in München mit 52,58 s im Semifinale aus.
Im Jahr darauf erreichte sie bei den Halleneuropameisterschaften in Istanbul über 400 m in 52,40 als Zweite ihres Semifinals das Finale und verbesserte dort mit 51,73 s den österreichischen Hallenrekord von Karoline Käfer aus dem Jahr 1979 und platzierte sich damit auf dem vierten Platz. Im Juni wurde sie bei der 1. Liga der Team-Europameisterschaft im Zuge der Europaspiele in Chorzów in 23,09 s Erste über 200 Meter und gelangte mit der Mixed-Staffel mit 3:22,46 min auf den zweiten Platz und wurde mit der 4-mal-100-Meter-Staffel in 44,18 s Erste. Im August scheiterte sie bei den Weltmeisterschaften in Budapest mit 51,50 s erst im Halbfinale über 400 Meter. Danach startete sie auch noch über 200 Meter, wo sie mit 23,38 s im Vorlauf ausschied.
2024 qualifizierte sich Gogl-Walli für die Hallenweltmeisterschaften in Glasgow. Dort verbesserte sie im Vorlauf als Gesamtzweite mit einer Zeit von 51,43 s ihren eigenen österreichischen Hallenrekord um drei Zehntel mit einer Zeit von 51,37 s ihren Rekord erneut steigern. Im Juni gelangte sie bei den Europameisterschaften in Rom mit 51,23 s im Finale auf Rang sieben. Anschließend lief sie bereits am 18. Juli in Székesfehérvár mit neuer persönlicher Bestzeit von 50,87 das Direkt-Limit für die Olympischen Spiele. Vor den Olympischen Spielen stellte sie noch in Andorf am 17. August mit 36,35 Sekunden eine österreichische Bestzeit über 300 m auf. In Paris schied sie mit 51,17 s im Halbfinale aus, ehe sie am 5. September beim berühmten Meeting in Zürich mit 50,60 s Karoline Käfer als österreichische Rekordhalterin ablöste.
In den Jahren von 2017 bis 2024 wurde Gogl-Walli österreichische Staatsmeisterin im 400-Meter-Lauf im Freien sowie von 2013 bis 2016 und von 2018 bis 2025 österreichische Meisterin in der Halle. 2014, 2022 bis 2024 siegte sie über 200 Meter im Freien sowie 2014 und 2016 sowie von 2019 bis 2025 in der Halle. 2014 und 2021 siegte sie mit der TGW Zehnkampf-Union in der 4-mal-100-Meter-Staffel sowie in der Halle mit der TGW Zehnkampf-Union 2014 bis 2016 sowie 2019, 2022 und 2024 in der 4-mal-200-Meter-Staffel.

## Persönliche Bestleistungen
- 200 Meter: 23,09 s (+0,2 m/s), 22. Juni 2023 in Chorzów
  - 200 Meter (Halle): 23,56 s, 18. Februar 2023 in Linz
- 300 Meter: 36,35 s, 17. August 2024 in Andorf (österreichische Bestleistung)
- 400 Meter: 50,60 s, 5. September 2024 in Zürich (österreichischer Rekord)
  - 400 Meter (Halle): 51,37 s, 2. März 2024 in Glasgow (österreichischer Rekord)

## Privates
Seit 17. Oktober 2022 ist sie mit dem Radrennfahrer Michael Gogl verheiratet.